# Jižní souostroví
Jižní souostroví nebo Tuha'a Pae (francouzsky Îles Australes nebo Archipel des Australes) je nejjižnější skupina ostrovů Francouzské Polynésie v jižním Pacifiku.
Geograficky se dělí na dvě samostatná souostroví:
1. Souostroví Tupua'i (francouzsky Îles Tubuaï), jehož součástí jsou ostrovy Îles Maria, Rimatara, Rūrutu, samotný ostrov Tupua'i a Ra'ivāvae;
2. Bassovy ostrovy (francouzsky Îles basses), jejichž součástí je hlavní ostrov Rapa Iti a skaliska Marotiri (známá též jako Bassovo skalisko).

Populace Jižního souostroví čítá cca 6800 obyvatel. Hlavním městem je Tupua'i.

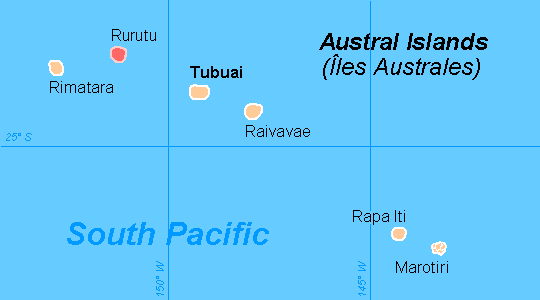
Mapka Jižního souostroví